# 南非肢鰩
南非肢鰩（學名：Cruriraja durbanensis），為軟骨魚綱鰩目吞鰩科肢鰩屬的一種，分布於東南大西洋南非諾勒斯港外海海域，深度可達859公尺，本魚肩部、眼睛周圍以及從頸背到第一背鰭長有大而白色的刺，體盤上面均勻呈紅棕色，下面顏色較淺，體長可達23公分，棲息在深海海域，為底棲性魚類，屬肉食性，卵生，生活習性不明。